# سون ليتل
سون ليتل (بالإنجليزية: Son Little)‏ هو مغني أمريكي، ولد في القرن العشرين في لوس أنجلوس في الولايات المتحدة.

## وصلات خارجية
- الموقع الرسمي
- سون ليتل على موقع ميوزك برينز (الإنجليزية)
- سون ليتل على موقع أول ميوزيك (الإنجليزية)
- سون ليتل على موقع ديسكوغز (الإنجليزية)